# Give 'Em Enough Rope
Give 'Em Enough Rope è il secondo album della band punk inglese The Clash, pubblicato il 10 novembre 1978.

## Descrizione

### Storia e pubblicazione
Uscito dopo il successo dell'album di debutto, The Clash, questo album andava incontro a grandi aspettative. Ma Give 'Em Enough Rope fu accolto duramente dalla critica, soprattutto per la produzione di Sandy Pearlman, che anche se riuscì a dare un suono abbastanza pulito rispetto al suono più grezzo del precedente album, non riuscì però ad imprimere quella potenza che caratterizzava le sonorità dell'album precedente; durante le settimane successive alla pubblicazione l'album fu definito più volte come "Viziato da un eccesso di produzione".
(Topper Headon)
Considerato comunemente un album inferiore rispetto a The Clash ed al suo successore, London Calling, questo album ha comunque raggiunto la seconda posizione nella classifica in Gran Bretagna.  È il primo album dei Clash apparso in commercio negli Stati Uniti. Lo si può considerare come un disco di transizione il cui momento migliore è il trittico di canzoni di apertura dell'album: Safe European Home, English Civil War e Tommy Gun, mentre altri brani ormai classici sono Stay Free e Julie's Been Working for the Drug Squad.

### Contenuti
Molta parte del materiale contenuto in Give 'Em Enough Rope è autobiografico; infatti il brano iniziale, Safe European Home, racconta l'esperienza di Mick Jones e Joe Strummer in Giamaica, Stay Free è il racconto di Mick che ricorda la sua infanzia nella zona sud di Londra, e Last Gang in Town è un lungo brano che offre un'immagine dei Clash, vista da loro stessi, che si presentano come una brigata di canaglie in una Londra piena di sottoculture in guerra fra loro; mentre sono presenti altri brani come English Civil War, che è un riadattamento del motivo popolare Johnny Comes Marching Home, sovrapposto sulla visione politica che i Clash avevano di un'imminente Gran Bretagna fascista; Julie's Been Working for the Drug Squad che è il racconto di un raid della polizia in una fabbrica di Lsd in Galles e Guns On The Roof, che è il resoconto di un avvenimento accaduto durante le registrazioni dell'album: Topper Headon portò con sé delle pistole ad aria compressa e chiese a Paul Simonon se voleva fare tiro a segno sul tetto dello studio, mirando ad alcuni uccelli. I due furono scoperti dalla polizia e portati in carcere, da cui sarebbero stati rilasciati su cauzione dallo stesso Mick Jones.. Nel disco non vennero pubblicate tre tracce (le prime due perché "troppo particolari", la terza poiché censurata), ovvero, Groovy Times, Gates of the West e RAF 1810. Groovy Times e Gates of the West furono poi ripubblicate sull'EP The Cost of Living, mentre RAF 1810 (brano dedicato alla Baader Meinhof) non fu mai stampato né su raccolte, né su EP.

### Copertina e titolo
Che sia un disco dalle tematiche molto forti e battagliere, di impronta fortemente socialista, lo conferma anche l'illustrazione di copertina, dove sotto lo sguardo di una guardia rossa dell'esercito della Repubblica Popolare Cinese a cavallo, degli avvoltoi pasteggiano con il cadavere di un cowboy americano, simbolo della decadenza e del capitalismo occidentale. Sul retro di copertina, viene visualizzata l'avanzata della rivoluzione simboleggiata dall'armata rossa della Cina comunista con le bandiere rosse al vento.
Il titolo "Give 'em enough rope" (date loro abbastanza corda) è l'inizio di un modo di dire che sottintende ...per impiccarsi!.

## Tracce
Tutti i brani sono accreditati a Joe Strummer e Mick Jones, dove non altrimenti specificato
1. Safe European Home - 3:50
2. English Civil War - 2:35 (tradizionale, arrangiato da Strummer - Jones)
3. Tommy Gun - 3:17
4. Julie's Been Working for the Drug Squad - 3:03
5. Last Gang in Town - 5:14
6. Guns on the Roof - 3:15 (Strummer - Jones - Simonon - Headon)
7. Drug-Stabbing Time - 3:43
8. Stay Free - 3:40
9. Cheapskates - 3:25
10. All the Young Punks (New Boots and Contracts) - 4:55

## Formazione
The Clash
- Joe Strummer - voce, chitarra ritmica
- Mick Jones - chitarre, armonie vocali, voce, chitarra solista
- Paul Simonon - basso, armonie vocali
- Topper Headon - batteria, percussioni

Altri musicisti
- Al Lanier - piano elettrico in Julie's Been Working for the Drug Squad[6].
- Stan Bronstein - sassofono in Drug Stabbing Time[6].

Crediti
- Sandy Pearlman - produttore

## Classifiche
| Classifica (1978/79) | Posizione massima |
| -------------------- | ----------------- |
| Australia            | 79                |
| Francia              | 21                |
| Nuova Zelanda        | 15                |
| Regno Unito          | 2                 |
| Stati Uniti          | 128               |
| Svezia               | 36                |